# 시사신문
시사신문(時事新問)은 1910년 잠시 발행되었다가 1920년 조선일보·동아일보와 함께 발행을 시작했다가 1921년 2월 16일 폐간한 일제 강점기 조선의 신문이다.